# Estroma corneal
L'estroma corneal o estroma de la còrnia és una capa fibrosa, dura, inflexible, perfectament transparent i la capa més gruixuda de la còrnia de l'ull. Es troba entre la membrana de Bowman anteriorment, i la membrana de Descemet posterior.
Al seu centre, l'estroma corneal humà es compon d'unes 200 lamel·les (làmines o capes de fibril·les de col·lagen) aplanades, superposades una sobre l'altra. Cadascuna fa uns 1,5-2,5 μm de gruix. Les làmines anteriors s'entrellacen més que les posteriors. Les fibril·les de cada lamel·la són paral·leles entre si, però en angles diferents als de les làmines adjacents. Les làmines són produïdes pels queratòcits (cèl·lules del teixit connectiu corneal), que ocupen aproximadament el 10% de la substància pròpia.